# حكومة توفيق أبو الهدى العاشرة
حكومة توفيق أبو الهدى العاشرة هي الحكومة السابعة والعشرون من حكومات المملكة الأردنية الهاشمية. شكّل توفيق أبو الهدى الحكومة في 27 سبتمبر 1952م، في عهد ملك الأردن الحسين بن طلال. وقد حلّت الحكومة في 5 مايو 1953.

## الوزراء
| التسلسل | الاسم                           | المهام الوزارية                                |
| ------- | ------------------------------- | ---------------------------------------------- |
| 1       | دولة السيد توفيق ابوالهدى       | رئيسا للوزراء ووزيرا للخارجية والدفاع بالوكالة |
| 2       | دولة السيد سعيد المفتي          | نائبا لرئيس الوزراء ووزيرا للداخلية            |
| 3       | معالي السيد خلوصي الخيري        | وزيرللاقتصاد والتجارة                          |
| 4       | معالي السيد موسى ناصر           | وزيرللمالية                                    |
| 5       | معالي السيد احمد محمود الطراونه | وزيرللزراعة                                    |
| 6       | معالي الدكتور جميل التوتنجي     | وزيرللصحة والشؤون الاجتماعية                   |
| 7       | معالي السيد عبدالحليم النمر     | وزيرللمعارف                                    |
| 8       | معالي السيد انور نسيبه          | وزيرللانشاء والتعمير                           |
| 9       | معالي السيد علي حسنا            | وزيرللعدلية وقائما باعمال قاضي القضاة          |
| 10      | معالي السيد سابا العكشه         | وزيرللمواصلات                                  |